# Anogramma lorentzii
Anogramma lorentzii là một loài thực vật có mạch trong họ Adiantaceae. Loài này được (Hieron.) Diels miêu tả khoa học đầu tiên năm 1899.